# フリックスモビリティ

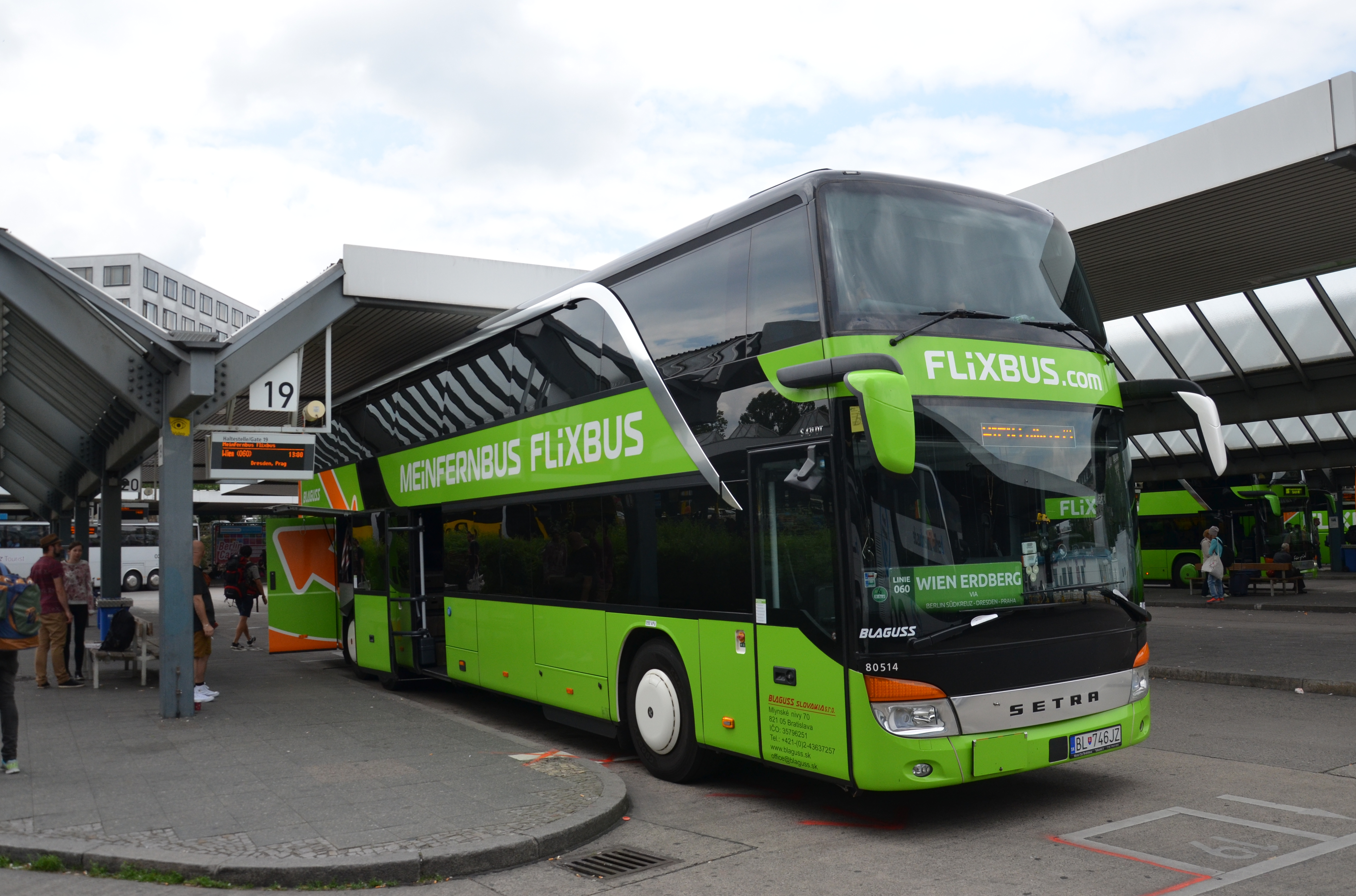
フリックスバスの車両
（ゼトラ S 431 DT）

フリックスモビリティ（Flixmobility）はドイツ・ミュンヘンに本社を置く会社で、欧米でフリックスバス（FLiXBUS）などを展開している。

## 概要
前身は2011年にGobusとして設立し、2013年現名称になる。2018年からは鉄道事業に拡大。
同社の事故として、2019年5月にドイツで3人負傷、同月スイスで1人死亡、10月にも仏ビザネットでも1人が死亡する事故が発生している。

Flixbus の目的地